# Chilatherina alleni
Chilatherina alleni е вид лъчеперка от семейство Melanotaeniidae. Видът е уязвим и сериозно застрашен от изчезване.

## Разпространение и местообитание
Разпространен е в Индонезия.
Обитава сладководни басейни, реки и потоци.